# Kanikōsen

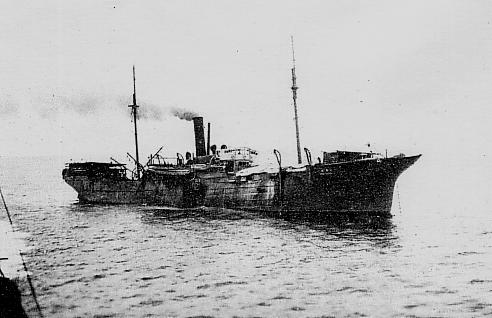
Pesquero japonés de alrededor de 1930, similar al pesquero en el que se desarrolla la novela Kanikosen.

Kanikosen ((蟹工船) (publicado en español como Kanikosen. El pesquero) es una novela escrita por Takiji Kobayashi en 1929 con la manifiesta intención de defender la causa de la izquierda. Narra la historia de la tripulación de un barco pesquero que captura y procesa cangrejos en el mar de Kamchatka. Los tripulantes son brutalmente explotados por el patrón de la expedición y eso les lleva a rebelarse. La novela ha sido adaptada al cine en dos ocasiones (1953 y 2009) y también al género manga.

## Sinopsis
Un pesquero de cangrejos faena en mar abierto cerca de Kamchatka (Rusia, pero entonces territorio japonés). La tripulación no tiene buenas expectativas sobre la expedición. «Vamos hacia el infierno», declara uno de ellos. La tripulación se rebela con huelga contra el sádico patrón, forma un sindicato y se apodera del barco. Sin embargo, la marina japonesa patrulla la zona y, respondiendo a un mensaje de socorro del patrón, abordan el pesquero, arrestan a los cabecillas de la rebelión y devuelven la situación al estado inicial.

## Fenómeno Kanikosen
El interés en la novela se ha reavivado recientemente después de que la crisis financiera de 2008 hiciera que para muchos japoneses aumentase la presión en su trabajo. El interés aumentó todavía más tras un artículo sobre el libro que apareció en el Manichi Shimbun el 9 de enero. Conforme las ventas de la novela se dispararon y empezó a aparecer en las listas de best sellers otros periódicos se hicieron eco de su popularidad y lo bautizaron como «fenómeno Kanikosen» o «boom de Kanikosen». Titulares como «Kanikosen - Triste recuerdo – lamentando la disparidad – conecta con los jóvenes» (Yomiuri Shinbun, 2 de mayo de 2008), reflejaron su popularidad entre muchos jóvenes trabajadores descontentos.
La editorial Shinchosha Publishing Company planeó originalmente imprimir 7.000 ejemplares coincidiendo con el 75 aniversario de la muerte del autor. En mayo hubieron de imprimir 50.000 ejemplares para satisfacer la demanda. En agosto de 2008, el libro aparecía en todas las listas de más vendidos de Japón, algo de por sí notable en una novela de este género. Antes de terminar el año 2008 la cifra de ejemplares vendidos alcanzó los 600.000 y en la actualidad el total de ejemplares vendidos en Japón de la obra ha superado el 1.600.000.

## Otras versiones
En 1953 se estrenó la película Kanikosen, dirigida por So Yamamura y protagonizada por él mismo junto a Masayuki Mori y Sumiko Hidaka. Consiguió el premio a la mejor cinematografía del Manichi Film Concours.
En 2006 se publicó una versión manga del libro, que a raíz del boom de 2008 vendió más de 200.000 ejemplares.
Un remake de la película Kanikosen, dirigido por Hiroyuki Tanaka y protagonizado por Ryuhei Matsuda y Hidetoshi Nishijima se estrenó en 2009.

## Ediciones de la obra en castellano
- Kanikosen. El cangrejero y otros relatos proletarios. Satori ediciones, 2025. Traducción de Enrique Mora y Alejandro Sánchez.
- Kanikosen. Ático de los libros, 2015. Traducción de Shizuko Ono y Jordi Juste.
- Kanikosen (manga), con ilustración de Gô Fujio. Gallo Nero, 2014. Traducción de Yoko Ogihara y Fernando Cordobés.